# Driven from Home (film 1909)
Driven from Home è un cortometraggio muto del 1909. Il nome del regista non viene riportato nei credit del film.

## Trama
A un ricco commerciante si presenta un uomo con dei documenti che richiedono un pagamento immediato. Dato che il commerciante non può pagare, Jim, il creditore, gli propone di sposare la figlia, annullando il debito. Ma la ragazza rifiuta la proposta, dichiarando il suo amore segreto per uno degli impiegati del padre. Quest'ultimo, allora, le intima di scegliere tra lui e l'innamorato. Senza esitazioni, la ragazza sceglie l'amato con il quale va via da casa.
La giovane coppia si è sposata e vive felicemente insieme. Ma Jim, che in realtà è un noto falsario, non demorde, volendo distruggere la felicità del rivale. Segue dappertutto il giovane marito e gli fa perdere ogni posto di lavoro che trova. Un giorno, furioso, il giovane esce di casa e stende il suo nemico che staziona davanti alla porta, in sua attesa. Il pugno fa volare via dalla faccia di Jim un paio di baffi finti: un poliziotto, accorso alla rissa, riconosce così in Jim un pericoloso ricercato. Dopo il suo arresto, saltano fuori anche i documenti falsi che Jim aveva esibito per ricattare il commerciante. Quest'ultimo, finalmente, riaccoglie in casa i due sposini, ritornati nelle sue grazie.

## Produzione
Il film fu prodotto dalla Lubin Manufacturing Company.

## Distribuzione
Distribuito dalla Lubin Manufacturing Company, il film - un cortometraggio in una bobina - uscì nelle sale cinematografiche statunitensi il 12 luglio 1909.